# خوسيه روبرتو مارينيو
خوسيه روبرتو مارينيو (بالبرتغالية: José Roberto Marinho‏) هو شخصية أعمال برازيلي، ولد في 26 ديسمبر 1955 في ريو دي جانيرو في البرازيل.